# Bow Wow Wow
Bow Wow Wow — британська група нової хвилі, утворена в 1980 році в Лондоні, Англія, панк-антрепренером і музичним менеджером Малкольмом Маклареном, який запросив до складу трьох учасників Adam and the Ants (Метью Ешман, Лі Горман, Дейв Барбаросса) і 14- річну Аннабеллу Люїнь (англ. Annabella Lwin).

## Інформація про гурт
Bow Wow Wow, що виконували (під пронизливе, експресивний спів Аннабелли) танцювальний пост-панк з акцентом на перкусію (з переважанням так званого «бурунді-біта», етнічної знахідки Макларена, випробуваною ним раніше в Adam & the Ants), випустили два студійні альбоми і 12 синглів, два з яких — «Go Wild in the Country» (1982, # 7 UK) і «I Want Candy» (1982, # 9 UK) — стали хітами в Британії.
Після відходу з групи Аннабелли, в 1983 році вона почала сольну кар'єру, склад певний час функціонував як Chiefs of Relief. Реюніон 1998 (результатом якого з'явився альбом Wild in the U.S.A., куди поряд з реміксами увійшли фрагменти проведеного незадовго до цього турне) відбувся вже без Ешмана, який помер в 1995 році від діабету.
У 2003 Аннабелла реформувала Bow Wow Wow: склад, куди увійшли гітарист Філ Гоф і барабанщик Едріан Янг з No Doubt (його в 2005 році замінив Девін Боуман) лише епізодично виступав з концертами, останній з яких відбувся в 2006 році.

## Дискографія

### Альбоми
- See Jungle! See Jungle! Go Join Your Gang, Yeah, City All Over! Go Ape Crazy! (One Way, 1981)
- When the Going Gets Tough, The Tough Get Going (One Way, 1983)
- Go Wild: Best of Bow Wow Wow (1995, BMG/Arista)

### Сингли
- «C30, C60, C90, Go!»(EMI 1980 #34 UK)
- «Your Cassette Pet» (1980 #58 UK)
- "W.O.R.K. (EMI, 1981 #62 UK)
- «Prince of Darkness» (RCA 1981 #58 UK)
- «Chihuahua» (RCA 1981 #51 UK)
- «Go Wild in the Country» (RCA #7 UK)
- «See Jungle! (Jungle Boy)» (RCA 1982 #45 UK)
- «I Want Candy» (RCA 1982; #39 AUS, #9 UK)
- «Louis Quatorze» (RCA 1982 #66 UK)
- «Fools Rush In» (EMI 1982)
- «Do You Wanna Hold Me?» (RCA 1983 #47 UK)
- «I Started Something» (Cleopatra, iTunes 2007)